# Долстон-Кінгсланд (станція)
51°32′54″ пн. ш. 0°04′35″ зх. д. / 51.5482° пн. ш. 0.0763° зх. д.
Долстон-Кінгсланд (англ. Dalston Kingsland) — станція Північно-Лондонської лінії London Overground. Станція розташована у 2-й тарифній зоні, між станціями Кенонбері та Гакні-Сентрал, у районі Долстон, боро Гекні, Лондон. Пасажирообіг на 2019 рік — 5.978 млн осіб.

## Історія
- 9.листопада 1850: відкриття станції як Кінгсланд
- 1. листопада 1865: закриття станції
- 16. травня 1983: повторне відкриття станції як Долстон-Кінгсланд

## Пересадки
- на автобуси оператора London Buses маршрутів:  67, 76, 149, 243 та нічний маршрут N488
- на станцію Долстон-джанкшен Східно-Лондонської лінії London Overground.

## Послуги
| Попередня станція | Лінія | Лінія                                       | Лінія | Наступна станція |
| ----------------- | ----- | ------------------------------------------- | ----- | ---------------- |
| Кенонбері         |       | London Overground Північно-Лондонська лінія |       | Гакні-Сентрал    |